# كيالت ايفار فلاتبرغ
كيالت ايفار فلاتبرغ مواليد 1943 (بالإنجليزية: Kjeld Ivar Flatberg)‏ هو عالم نبات نرويجي.